# Choi Yung-keun
Dans ce nom coréen, le nom de famille, Choi, précède le nom personnel.
Choi Yung-keun (coréen : 최영근), né le 8 février 1923 en Corée et décédé le 20 juillet 1994 à Séoul en Corée du Sud, est un footballeur international sud-coréen, qui évoluait au poste d'attaquant.

## Biographie

### Carrière en sélection
Avec l'équipe de Corée du Sud, il figure dans le groupe des sélectionnés lors de la Coupe du monde de 1954. Lors du mondial organisé en Suisse, il joue un match contre la Turquie.